# Віктор де Жонс'єр
Віктор де Жонсьєр (фр. Victorin de Joncières, справжнє ім'я Фелікс-Людже Россіньйоль, фр. Félix-Ludger Rossignol; 12 квітня 1839 — 26 жовтня 1903) — французький композитор і музичний критик.

## Біографія
Займався живописом у Франсуа Піко, потім навчався в Паризькій консерваторії у Еме Леборна, проте в 1860 році залишив заняття, не закінчивши курсу, під враженням від опер Ріхарда Ваґнера, які сильно розходилися з панівною в консерваторії естетикою. Автор кількох опер: «Сарданапал», у якій Крістіна Нільсон співала головну партію, «Останній день Помпеї», «Дмитрій Самозванець». У 1871–1900 роках Жонсьєр виступав як музичний критик у газеті «La Liberté», підтримуючи Сезара Франка та Еммануеля Шабріє.